# Kikuchi Dairoku

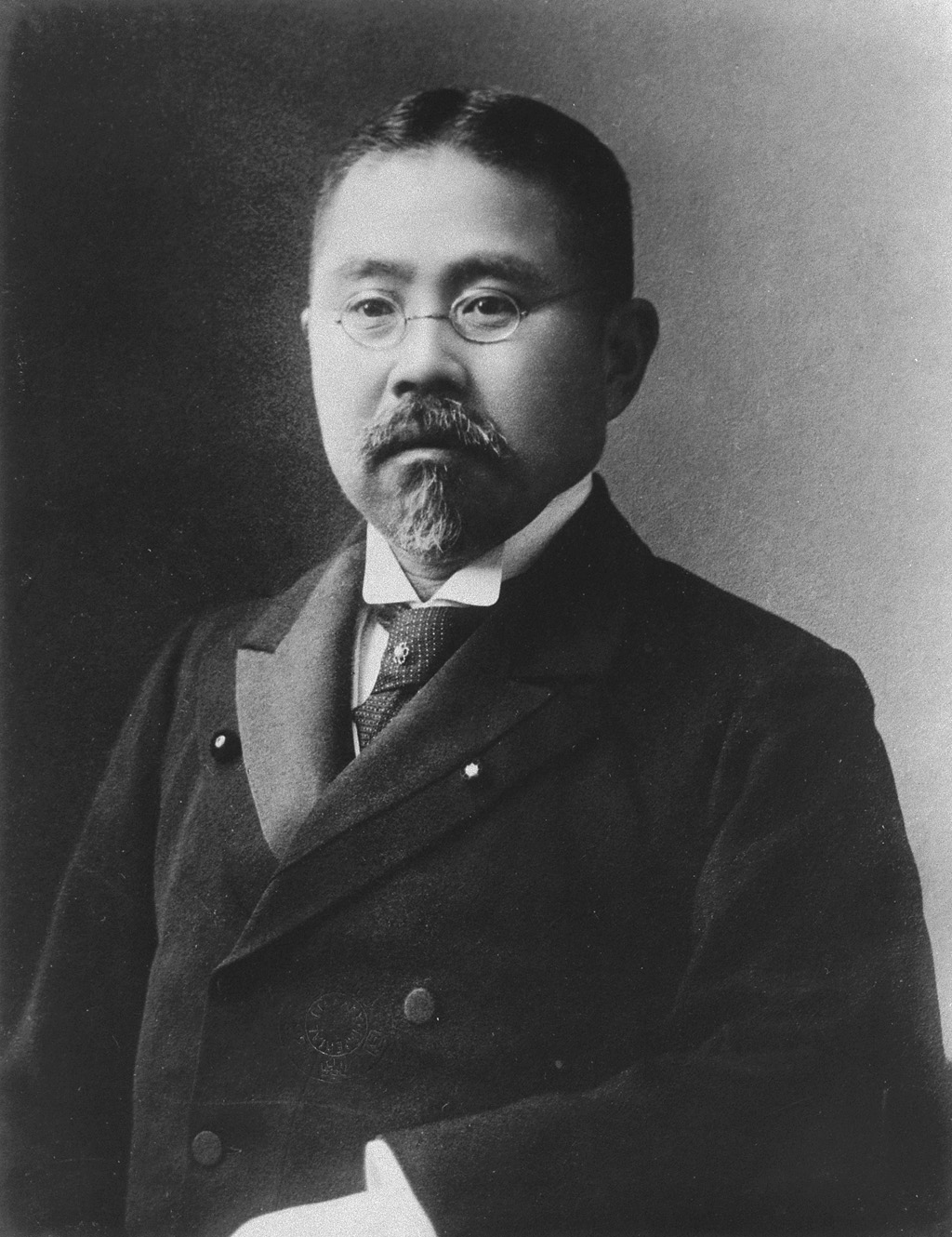
Kikuchi Dairoku

Danshaku Kikuchi Dairoku (japanisch 菊池 大麓; * 17. März 1855 in Edo (heute: Tokio); † 19. August 1917 in Chigasaki) war ein japanischer Mathematiker, Kultusminister, Professor an der Kaiserlichen Universität Tokio und ab 1890 ernanntes Mitglied im Herrenhauses des kaiserlichen Reichstages.

## Leben und Wirken
Kikuchi stammt aus der bekannten japanischen Gelehrtenfamilie Mitsukuri. Sein Vater Mitsukuri Shuhei unterrichtete am „Institut für ausländische Bücher“ (Bansho-Shirabesho) in Edo, einem der Vorläufer der Universität Tokio. Auch Kikuchi besuchte diese Schule und wurde schon mit 11 Jahren 1866 zum Unterricht nach London geschickt. 1870 war er wieder in England, wo er Physik und Mathematik an der Universität Cambridge (St John’s College) und der Universität London studierte. Nach seiner Rückkehr 1877 wurde er Professor an der Kaiserlichen Universität Tokio und 1888 wurde er promoviert. Er war 1901 bis 1903 Kultusminister im ersten Kabinett von Katsura Tarō. Ab 1898 war er Präsident der Kaiserlichen Universität Tokio und ab 1908 der Kaiserlichen Universität Kyoto. Er war außerdem von 1903 bis 1904 Präsident der Schule für Adlige, Gakushūin, von 1909 bis 1917 Präsident der Kaiserlichen Akademie, Teikoku Gakushiin, und kurze Zeit erster Präsident des Forschungsinstituts RIKEN (gegründet 1917).
1902 wurde er als Danshaku (Baron) geadelt.
Sein „Lehrbuch der elementaren Geometrie“ (初等幾何学教科書, Shotō kikagaku kyōkasho) war noch lange nach seinem Tod in Japan an den Schulen sehr verbreitet.
Er war der Vater des Physikers Kikuchi Seishi. Seine älteste Tochter Tamiko heiratete den Verfassungsrechtler Minobe Tatsukichi, seine zweite Tochter Chiyoko den Juristen und Unterhausabgeordneten Hatoyama Hideo, einen Bruder des späteren Premierministers Hatoyama Ichirō.